# Ina Benita
Ina Benita (1 de marzo de 1912 – 9 de septiembre de 1984) fue una popular actriz teatral y cinematográfica polaca, activa en el período de entreguerras. 

## Biografía
Nacida Kiev, Imperio ruso, actualmente capital de Ucrania, su verdadero nombre era Janina Ferow-Bułhak. Probablemente su familia era de origen polaco, deportada a Siberia por el régimen zarista, y posteriormente devuelta a Europa del Este. En 1920 la futura actriz, junto con su familia, llegó a la Segunda República Polaca. Al cabo de unos años, y todavía en la década de 1920, Benita fue a París, donde estudió actuación. De vuelta a Polonia, completó su educación en Varsovia. 
Ina Benita debutó como actriz teatral el 29 de agosto de 1931, en Varsovia, en el Teatro Nowy Ananas, con el show Raj dla mężczyzn. Un año más tarde debutó en el cine con la película de Ryszard Briske Puszcza, y a partir de entonces se concentró principalmente en la actividad cinematográfica. Benita, sin embargo, continuó actuando en el teatro, principalmente en revistas representadas en Varsovia, entre ellas Cyrulik Warszawski (1937), Wielka Rewia (1938–39), y Ali Baba (1939).
Durante la Segunda Guerra Mundial Benita actuó en teatros financiados por los alemanes, por lo que fue acusada de colaborar con los nazis. En un momento dado fue amante de un oficial de la Wehrmacht austriaco, con el cual fue a vivir a Viena. El oficial, acusado de mestizaje, fue enviado al Frente Oriental, y Benita, embarazada, volvió a Varsovia, donde fue enviada a la Prisión de Pawiak, en la cual nació su hijo, Tadeusz Michał, el 8 de abril de 1944.
Puesta en libertad el 31 de julio de 1944, y con un niño recién nacido, ella fue vista por última vez durante el Alzamiento de Varsovia cuando, supuestamente, bajó con su hijo a un canal de aguas residuales con el fin de huir. Después de la guerra dejó Polonia y se fue a los Estados Unidos.

## Filmografía
| - 1932 – Puszcza - 1933 – Jego ekscelencja subiekt - 1933 – Przybłęda - 1934 – Hanka - 1935 – Dwie Joasie - 1935 – Jaśnie pan szofer - 1937 – Trójka hultajska - 1938 – Gehenna - 1938 – Ludzie Wisły | - 1938 – Moi rodzice rozwodzą się - 1938 – Serce matki - 1939 – Doktór Murek - 1939 – O czym się nie mówi... - 1939 – Serce batiara - 1939/1940 – Sportowiec mimo woli - 1939/1941 – Ja tu rządzę - 1939/1946 – Czarne diamenty |